# Kazimir Bavec
Kazimir Bavec, slovenski ekonomist in politik, * 1. marec 1937, Kozarišče, † 30. november 2008, Šempeter pri Gorici.
Od leta 1994 do 2000 je bil župan Občine Ajdovščina.

## Življenje
Rodil se je kot zadnji izmed otrok Marije (r. Kvaternik, iz Šmarate) in Jožefa Bavca iz Kozarišč. Osnovno šolo je obiskoval v Iga vasi v Loški dolini, šolanje je nadaljeval na Trgovski šoli v Brežicah. Vojaški staž je služil v enoti medicinske pomoči v Nišu ter nato, kot mlad fant, prišel v Vipavsko dolino zaradi ponujene službe. Opravljal je delo trgovca v Batujah in Gojačah. V Vipavski dolini je spoznal Leticijo Krkoč (iz Gojač) in se leta 1961 poročil. V zakonu so se jima rodili trije otroci. Po rojstvu prvega otroka se je zaposlil na Petrolu in ob delu dokončal Višjo ekonomsko-komercialno šolo v Mariboru. Poklicna pot ga je nato vodila v tovarno pohištva Lipa, kjer je večino let vodil oddelek uvoza in izvoza pohištva. Tik pred upokojitvijo je služboval na uvozno izvoznem podjetju Escargo. Politično aktiven je postal šele po upokojitvi. Od leta 1994 do 2000 je bil župan Občine Ajdovščina.
Umrl je konec leta 2008 po kratki in hudi bolezni. Pokopan je v Črničah.